# Джимми Джамп
Джимми Джамп (англ. Jimmy Jump — «Джимми Прыгун», настоящее имя Жауме Маркет-и-Кот, кат. Jaume Marquet i Cot; 14 марта 1976) — один из самых известных спортивных хулиганов, или «стрикеров». Родился и проживает в Каталонии, Испания. Работает риелтором (по некоторым данным — архитектором).
Обязательные атрибуты Джимми — высокая красная каталонская шапка (барретина) и часто каталонский флаг в руках.
Действия Джимми Джампа, как и большинства стрикеров, всегда безобидны и не направлены на срыв мероприятия. Цель его действий — появиться и как можно дольше оставаться в кадре трансляции спортивных, общественных и культурных мероприятий, веселя тем самым публику и увеличивая свою популярность.
«Я рождён, чтобы быть знаменитым. Моя цель — веселить публику и превращать любой матч в шоу, в главной роли которого, естественно, выступаю я» — говорит о своих целях сам Джимми Джамп.
Впервые Маркет совершил нечто противозаконное в 18 лет — проник без билета в Лувр. Его первое появление на футбольном поле состоялось в 2002 году во время прощального матча легендарного защитника «Барселоны» Абелардо Фернандеса. После премьеры Жауме стал называть себя прозвищем Джимми Джамп.
На счету «прыгуна» уже более ста появлений в центре событий. Отмечают его частое появление и на центральных испанских телеканалах в прямом эфире.

## Наиболее известные появления
- 4 июля 2004 года — на финале чемпионата Европы по футболу Жауме Маркет, одетый в чёрную футболку с надписью P-Romchik Drummer и красную каталонскую шапку-барретину, выбежал на поле и запустил в Луиша Фигу флагом клуба «Барселона» в знак неодобрения его перехода в футбольный клуб «Реал Мадрид».
- Во время полуфинального матча Лиги чемпионов 2005—2006 между «Вильярреалом» и «Арсеналом» Джимми выпрыгнул на поле в парике и вручил Тьерри Анри сине-гранатовую футболку с его фамилией и номером 14. Через год с небольшим Анри перешёл в футбольный клуб «Барселона». Испанская комиссия по борьбе с хулиганством оштрафовала его на 60 тысяч евро. Тем не менее, весь штраф Прыгун не платил: часть денег заплатила администрация стадиона и сам «Вильярреал» за бреши в охране, оставшиеся деньги из личных средств заплатили болельщики «Барселоны» и партия независимости Каталонии.
- В 2007 году в финале Лиги чемпионов он пробежал мимо игроков «Милана» и «Ливерпуля» с греческим флагом
- Во время предсезонного матча «Бавария» — «Барселона» вручил барретину Лионелю Месси.
- 9 июня 2004 года, когда в Барселоне шел очередной этап Формулы-1, он выбежал на трассу в то время, когда пилоты болидов выполняли прогревочный круг.
- В 2007 году на чемпионате мира по регби во Франции Джимми Джамп прорвался на поле в финальном матче между Англией и ЮАР.
- Незадолго до Олимпиады в Пекине Джимми сделал политическое заявление — поучаствовал в полуфинале Евро-2008 в матче между Германией и Турцией в футболке с надписью «Освободите Тибет».
- В 2009 году на Открытом чемпионате Франции по теннису он попытался надеть свою фирменную красную шапку на победителя чемпионата, Роджера Федерера, однако был задержан охранниками и впоследствии был приговорён к 12 месяцам тюремного заключения.
- В 2010 году на Евровидении выбежал на сцену во время выступления представителя из Испании Даниэля Дихеса и занял место в центре команды выступающих, разводя руками и улыбаясь прямо перед солистом. Более 15 секунд он находился в кадре финала. Служба охраны была не готова к такому повороту событий, поэтому не сразу предприняла меры по его устранению. В связи со сложившейся ситуацией исполнительный продюсер «Евровидения» Сванте Стокселиус принял решение о повторном выступлении Испании в финале после того, как все страны выступят под своими номерами.
- В 2010 году на чемпионате мира по футболу в ЮАР перед началом финального матча Джимми пытался надеть на кубок красную шапку, но ему помешала охрана[4]. Впоследствии оштрафован полицией ЮАР на 175 фунтов (2000 рандов или 280 долларов)
- 3 мая 2011 года появился на поле стадиона «Камп Ноу» перед началом второго тайма «Эль Класико» в рамках ответного матча полуфинала Лиги Чемпионов 2010/11.
- 28 мая 2011 года выбежал на поле стадиона «Уэмбли» во втором тайме матча финала Лиги Чемпионов, между Барселоной и Манчестер Юнайтед.

Также его мишенями были Франк Райкаард, Флорентино Перес, Икер Касильяс, Эмилио Бутрагеньо, Йохан Кройфф, Карлес Пуйоль, Бобби Робсон, Криштиану Роналду и даже жена Луиша Фигу.

## Факты
- Одним из его кумиров является Дон Кихот — человек, который преследовал благородную цель, занимаясь при этом совершенно бессмысленными вещами (борьба с ветряными мельницами).
- Его заветной мечтой является покорение Голливуда и получение Оскара. У него уже есть некоторые перспективы в этом направлении — монреальская независимая студия Takeover Films начала съемки фильма «Jump! A Dreamer’s Day» («Прыгай! День мечтателя»). Центральным персонажем картины стал Джимми Джамп.